# Петър Увалиев (площад във Варна)
Площад „Петър Увалиев“ е площад във Варна, намира се пред Областната дирекция на МВР в града. На този площад се пресичат улиците „Преслав“, „Сан Стефано“ и „Одесос“.
Наречен е на името на изкуствоведа и публицист Петър Увалиев. Именуван е на заседание на Общинския съвет на град Варна проведено на 30 март 2015 г.